# Uchentein
Uchentein ist ein Dorf in den französischen Pyrenäen. Die bis Ende 2016 bestehende Gemeinde gehörte zur Region Okzitanien, zum Département Ariège, zum Arrondissement Saint-Girons und zum Kanton Couserans Ouest. Sie grenzte im Norden an Salsein, im Osten und im Südosten an Les Bordes-sur-Lez, im Südwesten an Bonac-Irazein und im Westen an Balacet. Sie wurde mit Wirkung vom 1. Januar 2017 mit Les Bordes-sur-Lez zur Commune nouvelle Bordes-Uchentein zusammengelegt. Seither ist sie eine Commune deleguée.

## Bevölkerungsentwicklung

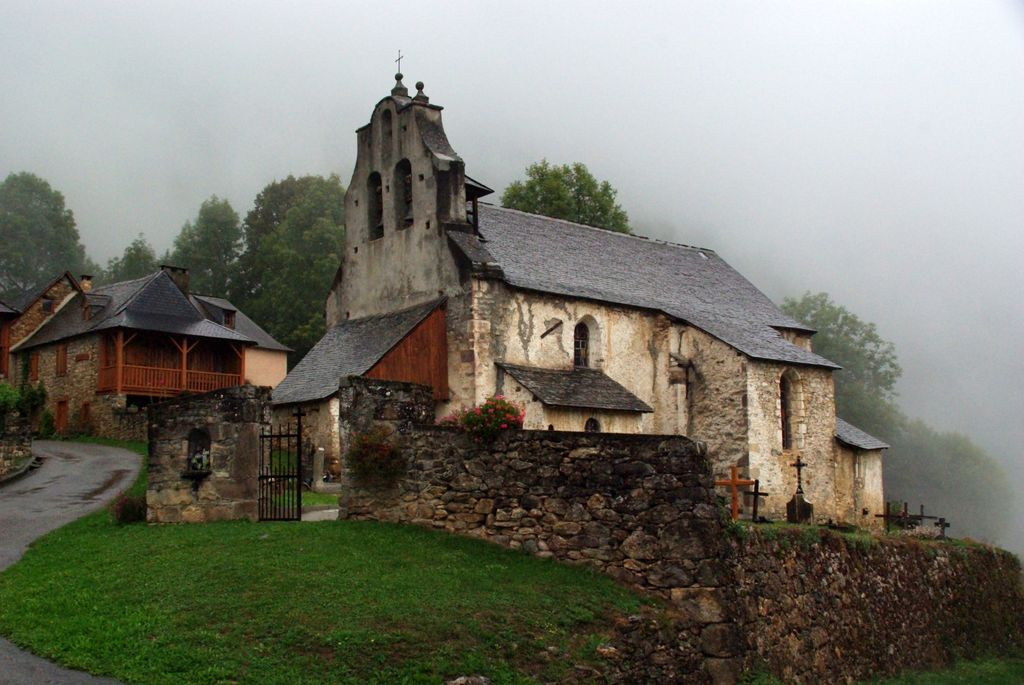
Kirche Saint-Étienne, Monument historique

| Jahr      | 1962 | 1968 | 1975 | 1982 | 1990 | 1999 | 2008 | 2014 |
| --------- | ---- | ---- | ---- | ---- | ---- | ---- | ---- | ---- |
| Einwohner | 46   | 38   | 40   | 18   | 21   | 26   | 35   | 20   |